# De topcollectie van...
De topcollectie van.. is een televisieprogramma van Eén dat elke weekdag wordt uitgezonden tussen 17:05 en 17:35. Het programma bevat een compilatie van muziekfragmenten over een bepaald thema. De thema's zijn heel uiteenlopend: een bepaalde zanger of groep, een gebeurtenis, een bepaald jaartal, een muziekgenre,... De muziekfragmenten zijn meestal live-optredens uit de een of andere oude show van de zender zoals De Muziekdoos, Het Swingpaleis, De Droomfabriek, Baccarabeker, Baraka, Eurosong, Cansonissima, Maximix, Margriet, ... Er komen zowel nationale als internationale artiesten aan bod.

## Enkele thema's die reeds aan bod kwamen
De topcollectie van:
- Marva: een compilatie met liedjes van Marva[1]
- 1990: de grootste hits uit het jaar 1990, zoals Ik wil je van De Kreuners, Verdammt, ich lieb' Dich van Matthias Reim en Veel te mooi van Erik Van Neygen en Sandra Denotté.[2]
- De Droomfabriek: een compilatie met optredens gebracht door bekende Vlamingen in De Droomfabriek, waaronder Thriller van Michael Jackson uitgevoerd/uitgebeeld door Jaak Pijpen, Gunther Levi, Yasmine, Petra De Steur, John Terra en Lisa del Bo[3]
- hits in het dialect, waaronder Blanche en zijn peird van Willem Vermandere, 'k Zen zo gere polies van De Strangers en De wilde boerndochtere van Ivan Heylen[4]
- de beste zomerhits met onder andere Lambada van Kaoma, Macarena van Los del Río en Zomernacht van Leopold 3[5]